# Marco Ammannato
Marco Ammannato (Bagno a Ripoli, 1º febbraio 1988) è un cestista italiano.

## Carriera
Con l'Italia under 20 ha disputato due edizioni dei FIBA EuroBasket Under 20, vincendo il bronzo nell'edizione 2007.

## Palmarès

### Nazionale
- FIBA EuroBasket Under 20

 Bronzo (2007)

### Club
- Coppa Italia Serie B2

U.S.Empolese (2007)
- Coppa Italia LNP: 1

Scafati Basket: 2016

### Individuale
- MVP Coppa Italia Serie B2

2007